# برولاكتين
البرولاكتين (بالإنجليزية: Prolactin)‏ يُعرف أيضًا باسم هرمون الحليب هو هرمون بيبتيدي (مصنوع من سلاسل أحماض أمينية) يفرز من الفص الأمامي للغدة النخامية ويرتبط دوره بعملية الإرضاع حيث يعمل كمحفز لإدرار الحليب من الغدد الثديية ، تسمى العملية (الإدرار اللبني).

## بنية الهرمون
يتكون البرولاكتين من سلسلة وحيدة من عديد الببتيد تحتوى 199 حمضاً أمينياً ولها وزن جزيئي يساوي 24,000 دالتون. بنية عديد الببتيد بها 3 ثنيات ناتجة عن وجود روابط كبريتية متكافئة بين أطراف السلسلة.
PIT 1 هو عامل استنساخ جيني موجود في منطقة الجين المصنع للبرولاكتين. وظيفة هذا العامل ضبط إنتاج البرولاكتين، يحفزه ارتفاع تركيز الإستروجين في الدم ويثبطه ارتفاع الدوبامين.

## إنتاج الهرمون
يتم إنتاج الكمية الأكبر من هرمون البرولاكتين في الخلايا اللبنية الموجودة في الفص الأمامي للغدة النخامية. كما ينتج الهرمون بكميات قليلة من كل من الغدد الثديية والغشاء الساقط (بطانة الرحم). يتم ضبط إنتاج البرولاكتين عبر جهاز الغدد الصم العصبية الموجود في منطقة الوطاء (تحت المهد)، تقوم أعصاب النواة المقوسة بإفراز الدوبامين حيث يقوم هذا الناقل العصبي بتثبيط إفراز البرولاكتين من الغدة النخامية. من ناحية أخرى يبدي هرمون تحفيز الإفراز من الخلايا الدرقية (بالإنجليزية: Thyrotropin-releasing factor)‏ بتحفيز إفراز البرولاكتين.

## تأثير الهرمون
يظهر هرمون البرولاكتين عدة تأثيرات حيوية في الجسم البشري أهمها:
1. تحفيز الغدد الثديية لإنتاج الحليب: يلاحظ ارتفاع تركيز البرولاكتين في الدم أثناء فترة الحمل مما يؤدي لتضخم الغدد الثديية وتهييئها لإنتاج الحليب اللازم للإرضاع، من ناحية إخرى فإن هرمون البروجستيرون المفرز من المشيمة يمنع عملية إفراز الحليب من الثدي، بعد الولادة وطرح المشيمة ينخفض تركيز البروجستيرون مما يساهم في بدء إفراز الحليب والقدرة على الإرضاع.
2. منح الإحساس بالنشوة الجنسية بعد الجماع. هذا الهرمون يعاكس تأثير الدوبامين المسؤول عن الإثارة الجنسية في بداية الجماع. كما أن التركيز المرتفع جدا من البرولاكتين يؤدي إلى العنانة وفقدان الشهوة الجنسية.
3. تحفيز تكاثر خلايا الدبق العصبي الناقصة الطليعية (بالإنجليزية: Oligodendrocyte precursor cell)‏. تقوم هذه الخلايا بإنتاج النخاعين (الميلين) الذي يمثل اللحاء المغطي محور عصبي في الجهاز العصبي المركزي.[2]
4. يقوم البرولاكتين بخفض تركيز الإستروجين لدى المرأة والتستوستيرون لدى الرجل."[3]
5. يساهم في تكوين خافض التوتر السطحي في رئة الجنين والمسمى سرفاكتانت.

## اختلاف تراكيز البرولاكتين في الدم
- أثناء الحمل يرتفع تركيز البرولاكتين في الدم استجابة لارتفاع تركيز الإستروجين، الأمر الذي يهييء الغدد الثديية لإنتاج الحليب والإرضاع.
- بعد الولادة تنخفض تراكيز هرمونات الإستروجين والبروجستيرون ولكن يبقى تركيز البرولاكتين مرتفعا بسبب عملية الإرضاع، فأثناء الرضاعة يقوم الرضيع بتحفيز المستقبلات الميكانيكية الموجودة حول حلمة الثدي. تقوم المستقبلات الميكانيكية بإرسال إشارات تحفيزية لمنطقة تحت المهاد (الوطاء) والتي بدورها تحرض الغدة النخامية على متابعة إنتاج البرولاكتين.
- تركيز البرولاكتين المرتفع أثناء فترة الحمل والرضاعة يعمل كمثبط لعملية الإباضة.

### فروقات أثناء اليوم
يكون تركيز البرولاكتين مرتفعا في الصباح الباكر كما يرتفع عقب الطعام أو التمرينات الرياضية أو الجماع وفي بعض الأحيان عقب العمليات الجراحية.

## البرولاكتين في التحاليل المخبرية
- عادة ما يتم فحص تركيز البرولاكتين في دراسات أسباب العقم أو أمراض الغدة النخامية. ارتفاع تركيز البرولاكتين يثبط إنتاج هرمون منبه للجريب هرمون منشط للحوصلة وهرمون مطلق لموجهة الغدد التناسلية هرمون مطلق لموجهة الغدد التناسلية مما يؤدي لنقص تركيز الهرمونات الجنسية الإستروجين لدى المرأة والتستوستيرون لدى الرجل.
- يتم قياس تركيز البرولاكتين لتشخيص أمراض الصرع وتكون عادة مرتفعة عقب النوبات.

### الحالات المرافقة لارتفاع تركيز البرولاكتين
1. الحمل والرضاعة.
2. أورام الغدة النخامية (يمكن أن تسبب كلا الحالتين).
3. أدوية الصرع والجذام.
4. حالات الإجهاد النفسي.
5. فرط إنتاج هرمون مطلق لموجهة الدرقية (بالإنجليزية: TRH)‏ أو (بالإنجليزية: Thyrotropin-releasing factor)‏
6. متلازمة فرط إفراز اللبن وزيادة برولاكتين الدم

### الحالات المرافقة لانخفاض تركيز البرولاكتين
1. النهم والقهم.
2. فرط إنتاج الدوبامين.
3. أورام الغدة النخامية (يمكن أن تسبب كلا الحالتين).